# Hydroptila argosa
Hydroptila argosa är en nattsländeart som beskrevs av Ross 1938. Hydroptila argosa ingår i släktet Hydroptila och familjen smånattsländor. Inga underarter finns listade i Catalogue of Life.